# Фердинанд (герцог Калабрийский)
Фердинанд Арагонский (исп. Fernando de Aragón, Duque de Calabria; 15 декабря 1488 — 20 октября 1550) — неаполитанский принц и герцог Калабрийский. Играл значительную роль в политике Арагонской короны на Средиземном море в начале XVI века.

## Биография
Фердинанд был сыном будущего короля Неаполя Федериго и его второй жены Изабеллы дель Бальцо. Он был герцогом Калабрии и Апулии.
Союз короля Франции Людовика XII и короля Арагона Фердинанда II (двоюродного брата Фердинанда) продолжил притязания предшественника Людовика, Карла VIII, на престолы Неаполя и Сицилии, и в 1501 году они свергли Федериго. Неаполь сначала перешёл Людовику, но к 1504 году новая война привела к захвату Неаполя Фердинандом Арагонским.
Фердинанд был взят в плен Гонсало Фернандесом де Кордовой и был перевезён в Барселону в качестве заложника. Тем не менее, он подружился с королём Арагона, а затем и с внуком и преемником Карлом. Король Испании Карл даже устроил брак Фердинанда Неаполитанского со своей мачехой и вдовой Фердинанда Арагонского Жерменой де Фуа в 1526 году. Он назначил их совместными наместниками Валенсии в 1537 году.
После смерти королевы Жермены в 1538 году Фердинанд женился на образованной вдове Менсии де Мендосе в 1541 году. Они прославились своим покровительством художникам и писателям.